# Hainanpotamon rubrum
Hainanpotamon rubrum is een krabbensoort uit de familie van de Potamidae. De wetenschappelijke naam van de soort is voor het eerst geldig gepubliceerd in 1992 door Dang & Tran.